# Przedsiębiorstwo kolejowe
Przedsiębiorstwo kolejowe – publiczne lub prywatne przedsiębiorstwo świadczące usługi transportu towarów i/lub pasażerów koleją. Wyłącza się przedsiębiorstwa, których jedyną działalnością jest świadczenie usług w zakresie transportu pasażerów metrem, tramwajem i/lub koleją miejską.
Definicja obejmuje również przedsiębiorstwa, które zapewniają wyłącznie trakcję.